# 타라 데이비스우드홀
타라 데이비스우드홀(영어: Tara Davis-Woodhall, 1999년 5월 20일~)은 미국의 육상 선수이다. 주 종목은 멀리뛰기로 2024년 하계 올림픽에서 여자 멀리뛰기 금메달을 획득했다. 또한 세계 육상 선수권 대회에서 은메달 1개를 획득했으며  세계 실내 육상 선수권 대회에서 금메달 1개를 획득했다.